# Alerce Andino nationalpark
Alerce Andino nationalpark är en nationalpark i Chile. Den ligger i regionen Región de Los Lagos, i den södra delen av landet, 900 km söder om huvudstaden Santiago de Chile.
I omgivningarna runt Alerce Andino nationalpark växer i huvudsak blandskog. Trakten runt Alerce Andino är nära nog obefolkad, med mindre än två invånare per kvadratkilometer.